# Battle Realms
Battle Realms es un videojuegos de estrategia en tiempo real desarrollado por Liquid Entertainment y distribuido en América por Crave Entertainment y por Ubisoft en Europa. Fue lanzado oficialmente al mercado el 7 de noviembre del año 2001.
Este videojuego está ambientado en un escenario de fantasía épica inspirado en el Japón Feudal donde cuatro clanes luchan por el control de las violentas y agitadas tierras conocidas como Battle Realms luego de que el Clan de la Serpiente, liderado por Tarrant la Serpiente, se desmoronara a causa de unas demoníacas criaturas conocidas como la horda, que arrasaron el mundo sumiéndolo en el caos.
Desde el 7 de julio de 2002 se encuentra disponible la expansión Battle Realms: Winter of the Wolf.
Desde el 2 de diciembre de 2019 se encuentra disponible como Acceso Anticipado en Steam bajo el nombre de Battle Realms: Zen Edition. El mismo se encuentra bajo desarrollo y mantenimiento activo.

## Argumento
La historia comienza con el asesinato de Tarrant la Serpiente, cabecilla del Clan de la Serpiente, quien gobernaba sobre los demás clanes con puño de hierro, perpetrado aparentemente por su heredero e hijo menor, Kenji Oja, protagonista de la historia. Siete años después este retorna del exilio decidido a redimirse y deshacer el mal que le había hecho su padre al mundo. Al encontrarse con una aldea que está siendo arrasada por los hombres de su padre nuestro protagonista comenzara a cuestionar su lealtad al clan
Es en este punto que el jugador deberá tomar la decisión de ayudar a los aldeanos a defenderse u colaborar con la destrucción del poblado y así ayudar a los leales soldados de su difunto padre. Si impedimos la destrucción del asentamiento seguiremos el Camino del Dragón que está regido por el Yang, que representa el bien, pero si en cambio atacamos el mismo seguiremos el Camino de la Serpiente que se rige por el Yin, que en este caso es la representación del mal, la oscuridad y la corrupción.
La decisión que tomemos afectará durante el resto del juego a la manera de pensar de nuestro héroe así como también a nuestras acciones futuras. Además, a medida que la historia se desarrolla, dependiendo de nuestras decisiones, descubriremos un mundo fantástico lleno de criaturas fantásticas y magia al puro estilo japonés.

### Camino del Dragón
Al elegir el camino del Dragón todas nuestras acciones estarán destinadas a un mismo fin: El de derrotar al mal y restablecer la paz ayudando al indefenso. Concentraremos todas nuestras fuerzas no en destruir, si no en liberar a los poblados del yugo de nuestros antiguos aliados, el clan de la Serpiente. Sin embargo, Kenji también se verá forzado a recuperar el Orbe, una antigua y mítica reliquia de gran poder que le pertenecía a Tarrant la Serpiente y la cual se dice alberga un inmenso poder, del cual el malvado clan del Loto se intenta apoderar para hacerse con el poder absoluto.
Al avanzar en la historia Kenji se dará cuenta que en realidad es su habilidad y determinación la cual le permitirá derrotar a las fuerzas del mal y no el poder ficticio del que se hablaba poseía el orbe. Ahora nuestro héroe se concentrara en derrotar al Loto en su afán de infundir el caós y la destrucción en Battle Realms desenmascarando a un ser maligno que impulsa a sus enemigos desde las sombras.

### El Camino de la Serpiente
De elegir el camino de la Serpiente todas nuestras acciones estarán destinadas a un mismo objetivo en común: El de imponerse sobre los demás por la fuerza. Nos concentraremos en restablecer el poder que nuestro clan alguna vez tuvo por medio del caos y el terror. Nuestro héroe unirá a los hombres que alguna vez fueron leales a su padre y marchará contra sus antiguos enemigos, el clan del Loto y del Lobo. Como en el camino del Dragón intentaremos hacernos con el orbe para canalizar su poder en derrocar a nuestros enemigos.

## Los clanes
Durante el desarrollo de la historia principal del videojuego encontraremos cuatro clanes los cuales luchan continuamente por sus creencias e ideologías y por obtener el control total sobre las tierras conocidas como Battle Realms. Estos son conocidos como el Clan del Dragón, de la Serpiente, del Loto y del Lobo respectivamente. Además, el CEO de Liquid Entertainment, Ed del Castillo, mencionó la existencia de otros clanes los cuales no tuvieron aparición en el videojuego y confirmó su posible aparición en futuras secuelas y spin-offs.

### El clan del Dragón
El clan del Dragón vive y muere por los antiguos códigos de guerra y de la filosofía y creen que el poder es inútil sin la sabiduría y la disciplina para orientarse. Ellos viven de acuerdo con las tradiciones feudales, cada uno de los miembros del clan cumpliendo sus funciones, de la excelencia y el equilibrio en la vida, y esta filosofía impregna su vida.
Las creencias del Clan del Dragón se expresan perfectamente en la mayoría de sus unidades de combate, las tradiciones del Dragón como valentía y la sabiduría. En las manos de Kenji, es como una espada perfectamente equilibrada, una herramienta que puede traer el orden y la paz de nuevo a una tierra desgarrada por la guerra civil.
El clan del dragón co-existía con el de la serpiente, ya que técnicamente eran de un mismo imperio (esto se aprecia en la expansión Winter of the Wolf) pero el clan del Dragón es un clan independiente como tal si Kenji toma el camino del Dragón.

### El clan de la Serpiente
El clan de la Serpiente se forjó de los que huyeron al sur para escapar de los estragos de la demoníaca Horda. Desde entonces, cuatro generaciones de la Serpiente han dominado a través de la fuerza y la astucia, hasta la muerte de Lord Oja, y la traición del Clan del Loto ha creado una peligrosa lucha por el poder entre estos dos clanes.
Al igual que su tótem, el clan de la Serpiente sabe el valor de un enfoque furtivo y de la astucia. Sus soldados tienden a ser borrachos y ladrones, así como guerreros mortales, expertos en técnicas de búsqueda y eliminación especializados en la atracción oponentes para tender emboscadas. La Serpiente se ha adaptado a muchas técnicas ofensivas enemigas.
La serpiente se rige a través de la fuerza y el miedo, a sabiendas de que otros clanes están a la espera de tomar en caso de que muestren debilidad. Kenji, al restablecer al clan de la Serpiente (si él elige para gobernar) a través de la fuerza y la astucia pragmática en vez de las convenciones de honor. Kenji si resulta ser digno del imperio de su padre, puede volver a forjar la estabilidad que ahora está en duda, y la Serpiente podrá finalmente pronunciarse de nuevo.

### El clan del Loto
El clan del Loto está conformado por exiliados, una secta de magos desterrada de su patria por romper la ley. Su gente de contextura delgada y pálida sigue las oscuras enseñanzas del Yin. Los soldados del Loto utilizan sus pálidos cabellos para asustar a los del clan del Lobo quienes asocian el color blanco con el poder y la perfección representada en su tótem, la Calavera del Lobo Blanco. Es de esta forma que el Loto controla al supersticioso clan del Lobo a su antojo haciéndose rico a costa de la explotación de recursos de las tierras de este.
El cabello es muy importante en su jerarquía pues mientras más largo más alta es la posición jerárquica del que lo posee. El rendimiento tanto de sus armas como de sus armaduras es pésimo comparado al empleado por los demás clanes y aunque físicamente imposibilitados, su habilidad en el manejo de las artes arcanas los convierten en enemigos fuertes. 
La sociedad del Loto está centrada en una extraña religión construida en torno a un árbol tendido por tres terroríficos hermanos. Cada hermano habla sobre diferentes aspectos del árbol, uno de ellos de las hojas, otro del tronco y el restante de las raíces del mismo.
El clan tiene un problema de grandes proporciones. Están siendo consumidos por dentro a causa de sus propias artes prohibidas.  La corrupción de estas se apega a la vida de uno, pero puede ser temporalmente contenida en otros objetos. Solo los brujos más poderosos y experimentados son capaces de contener a esta maléfica fuerza pues en efecto los ataques de las unidades del Loto en el videojuego son meros intentos de mantener a la corrupción fuera de su organismo para mantenerse vivos hasta tener el conocimiento suficiente para obtener un método más efectivo de contener este mal.

### El clan del Lobo
El Clan del Lobo vive más cerca de la naturaleza que los otros clanes y su personalidad feroz va de acuerdo con su nombre. En ocasiones actúan de forma primitiva y supersticiosa. 
Los Habitantes del Clan del Lobo son Brutalmente Fuertes, y el Loto aprovechándose de esto los ha utilizado como trabajadores en las minas de metal y minerales. Lo cual demuestran en su estilo de lucha - El Clan del Lobo siempre se negó al uso de armas - Pero debido a las circunstancias han tenido que adaptarse usando las "herramientas de minería" como si fueran de combate (rocas, piedras, martillos, ballestas, etc.).
De todos los clanes, el Lobo son los más en sintonía con la naturaleza, es el centro de atención de su religión, e incluso sus hogares, las herramientas y las armas son hecha de piedra en bruto y de madera. Su cultura gira en torno a un juego llamado Wolfball, aproximadamente un cruce entre el rugby y béisbol, que los entrena para la guerra, los mantiene fuertes y feroces, y encarna su sentido de la vida. Su religión y su magia al puro estilo Druida - que adoran el poder de la naturaleza, y señalar en él para inspirar a sus combatientes y frustrar sus enemigos.
El clan del Lobo, no trata de controlar o conquistar a sus enemigos al igual que otros clanes pues su único objetivo es regresar a sus hogares. Tienen la esperanza de capturar el Orbe para así poder canalizar su poder para este fin.
- Datos: Q811001